# Колуња (Удине)
Колуња је насеље у Италији у округу Удине, региону Фурланија-Јулијска крајина.
Према процени из 2011. у насељу је живело 2346 становника. Насеље се налази на надморској висини од 122 м.